# Limnobaris
Limnobaris är ett släkte av skalbaggar som beskrevs av Bedell 1885. Limnobaris ingår i familjen vivlar.

## Bildgalleri

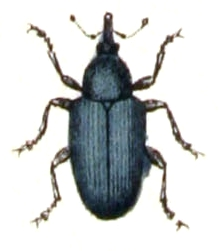
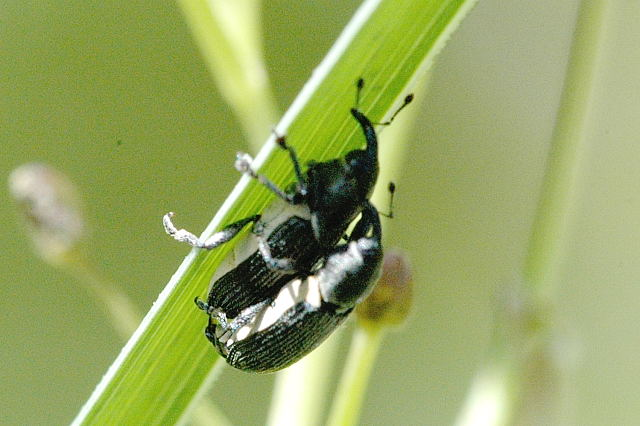
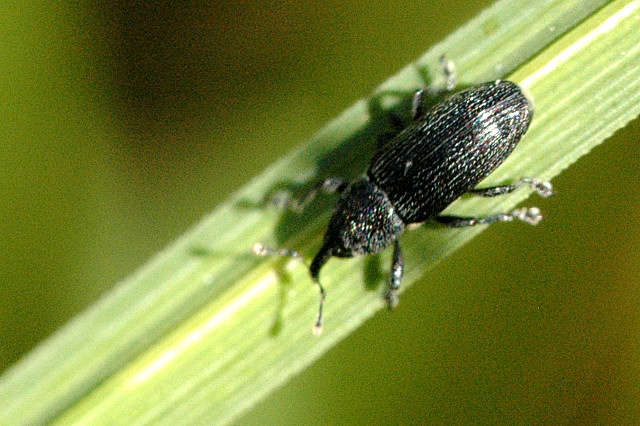

## Dottertaxa tillLimnobaris, i alfabetisk ordning[1][2]
- Limnobaris aeneola
- Limnobaris aeraria
- Limnobaris albomaculata
- Limnobaris albosparsa
- Limnobaris alutacea
- Limnobaris angulicollis
- Limnobaris angustata
- Limnobaris antillarum
- Limnobaris atriplicis
- Limnobaris babai
- Limnobaris barbiellini
- Limnobaris bedeli
- Limnobaris bicincta
- Limnobaris bifasciata
- Limnobaris blanditus
- Limnobaris boliviensis
- Limnobaris bracatus
- Limnobaris breviscupa
- Limnobaris calandriformis
- Limnobaris calvus
- Limnobaris carbonaria
- Limnobaris concinna
- Limnobaris concurrens
- Limnobaris confinis
- Limnobaris confusa
- Limnobaris crocopelmus
- Limnobaris cylindriclava
- Limnobaris deletangi
- Limnobaris dentifera
- Limnobaris denudatus
- Limnobaris deplanatus
- Limnobaris desidiosa
- Limnobaris discreta
- Limnobaris dolorosa
- Limnobaris ebena
- Limnobaris evanescens
- Limnobaris fraterculus
- Limnobaris funerea
- Limnobaris griseus
- Limnobaris hypoleuca
- Limnobaris jucunda
- Limnobaris koltzei
- Limnobaris languida
- Limnobaris latidens
- Limnobaris leucostigma
- Limnobaris limbifer
- Limnobaris lineigera
- Limnobaris longulus
- Limnobaris manducator
- Limnobaris martulus
- Limnobaris multistriata
- Limnobaris nasuta
- Limnobaris nasutus
- Limnobaris nigrinus
- Limnobaris nitidissima
- Limnobaris oblitus
- Limnobaris parilis
- Limnobaris parvula
- Limnobaris pilistriata
- Limnobaris planiusculus
- Limnobaris prolixus
- Limnobaris punctiger
- Limnobaris pusio
- Limnobaris puteifera
- Limnobaris pygmea
- Limnobaris quadricollis
- Limnobaris rectirostris
- Limnobaris reitteri
- Limnobaris rufinasus
- Limnobaris rufipes
- Limnobaris rufula
- Limnobaris sahlbergi
- Limnobaris sanguinipes
- Limnobaris scolopacea
- Limnobaris sculpturata
- Limnobaris scutellaris
- Limnobaris seclusus
- Limnobaris seminitens
- Limnobaris sparsesquamulatus
- Limnobaris striatipennis
- Limnobaris tabidus
- Limnobaris t-album
- Limnobaris tenua
- Limnobaris turquii
- Limnobaris uniformis
- Limnobaris uniseriata
- Limnobaris uniseriatus